# 伏見 (名古屋市)

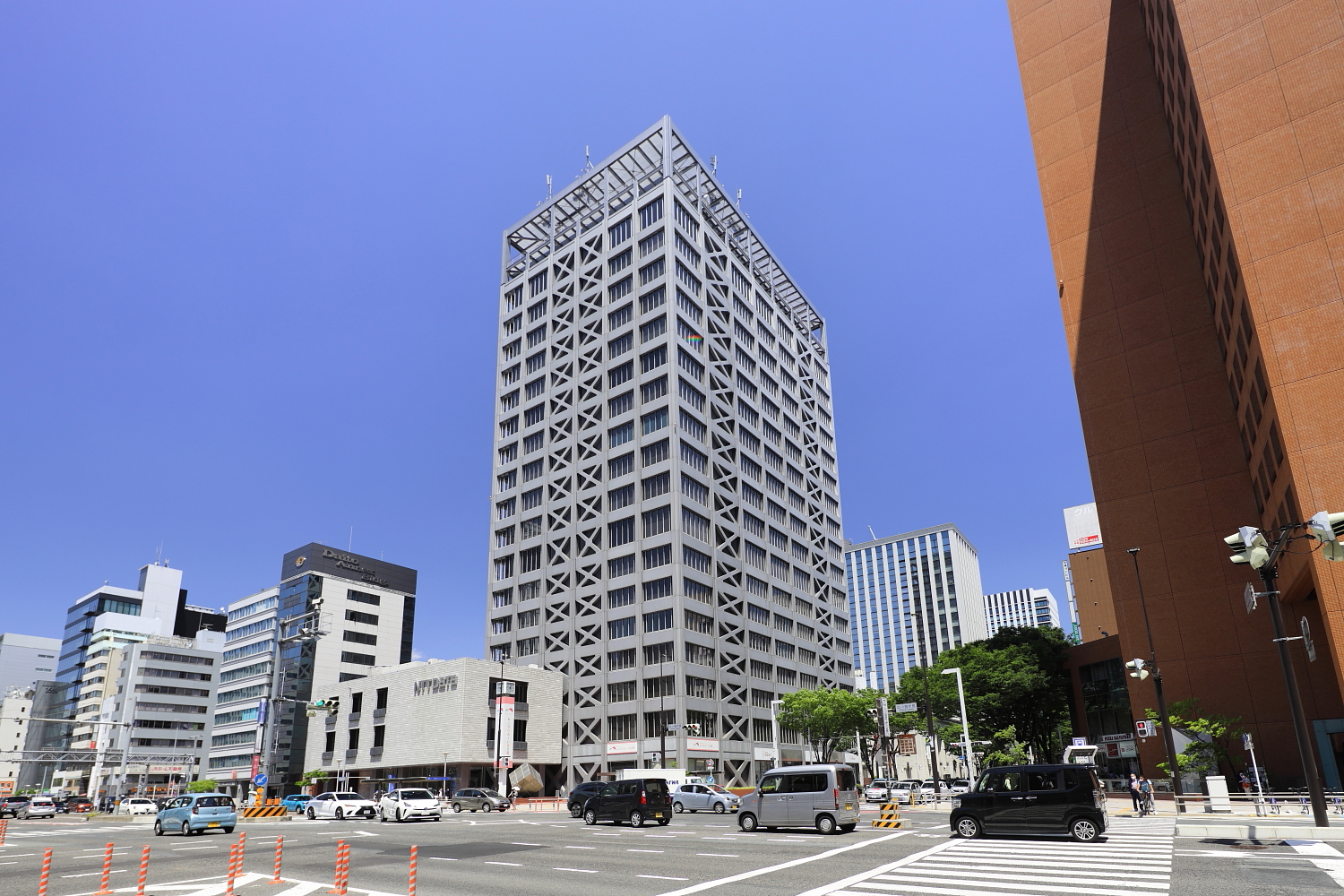
広小路伏見交差点

伏見（ふしみ）とは、愛知県名古屋市中区錦にある一地域である。

## 概要
元々伏見町と呼ばれていたが、現在の行政地名には残っていない。
駅周辺部は金融街・オフィス街となっている。劇場や美術館、科学館も集まっている。
駅北部の長者町繊維街は戦後、繊維問屋街として賑わっていた。現在は、繊維、衣料、雑貨のお店のほかに輸入家具が立ち並ぶインテリアショップやカフェなどの店舗がある。
名古屋市営地下鉄東山線栄・藤が丘方面ホームの栄方先端部の改札より線路に沿って地下街（伏見地下街）が伸びている。
最寄り駅は、名古屋市営地下鉄伏見駅。

## 主な施設
- 白川公園[2]
  - 名古屋市科学館[2]
  - 名古屋市美術館[2]
- 御園座
- でんきの科学館（電気文化会館）[2]
- 三井住友海上しらかわホール
- 名古屋観光ホテル[3]
- ヒルトン名古屋[3]
- 名古屋クラウンホテル
- 朝日新聞社名古屋本社
- 読売新聞中部支社
- 名古屋商工会議所
- 日本銀行名古屋支店
- 名古屋市消防局中消防署
- 伏見地下街
- 名古屋インターシティ
- NTTデータ伏見ビル

- 三菱UFJ銀行名古屋営業部（旧東海銀行本店）
- 名古屋インターシティ
- 名古屋観光ホテル
- 御園座
- NTTデータ伏見ビル
- 名古屋市美術館
- 名古屋市科学館
- 白川公園
- でんきの科学館

## 交通
- 地下鉄
  - 名古屋市営地下鉄東山線・鶴舞線 伏見駅
- 市バス
  - 名古屋市営バス「広小路伏見」停留所
- 名鉄バス
  - 名鉄バス 「広小路伏見」停留所、「伏見町」停留所

## 道路
- 伏見通（国道19号・国道22号）
- 錦通
- 広小路通（愛知県道60号名古屋長久手線）